# Diệp Tuấn Vinh
Diệp Tuấn Vinh (tiếng Trung: 葉俊榮; bính âm: Yè Jùnróng) là chính trị gia người Đài Loan. Ông hiện giữ chức Bộ trưởng Bộ Giáo dục Đài Loan.

## Thời niên thiếu
Diệp Tuấn Vinh nhận bằng cử nhân và thạc sĩ luật từ Đại học quốc lập Đài Loan (NTU) vào năm 1981 và năm 1985, tương ứng. Ông tiếp tục học tại Đại học Yale ở Hoa Kỳ, lấy bằng thạc sĩ và tiến sĩ luật vào năm 1986 và năm 1988, tương ứng.

## Sự nghiệp ban đầu
Diệp Tuấn Vinh là phó giáo sư khoa Luật tại Đại học quốc lập Đài Loan từ năm 1988 đến năm 1993 và giáo sư từ năm 1993 cho đến nay. Ông là giáo sư thỉnh giảng và học giả tại Đại học Columbia, Đại học Duke, Đại học Hồng Kông và Đại học Toronto từ năm 1995 đến năm 2000. Ông cũng là giảng viên thỉnh giảng tại Trường Luật của Đại học Chiết Giang từ năm 2011 đến năm 2012.

## Sự nghiệp chính trị
Ông giữ chức Chủ nhiệm Ủy ban Nghiên cứu, Phát triển và Đánh giá của Hành chính viện từ năm 2004 đến năm 2006. Ông trở lại công vụ năm 2016, nhậm chức Bộ trưởng Bộ Nội chính Đài Loan vào ngày 20 tháng 5 năm 2016. Tháng 7 năm 2018, ông được bổ nhiệm làm Bộ trưởng Bộ Giáo dục Đài Loan.